# Oakley Hall
Oakley Maxwell Hall (* 1. Juli 1920 in San Diego; † 12. Mai 2008 in Nevada City) war ein amerikanischer Schriftsteller, der vor allem mit Wildwestromanen hervorgetreten ist. Insbesondere sein 1958 erschienener Roman Warlock zählt heute zu den Klassikern dieses Genres.
Seine letzten fünf Werke, erschienen 1998–2007, sind Kriminalromane, in denen Hall den 1914 unter mysteriösen Umständen verschwundenen Schriftsteller Ambrose Bierce als Detektiv „wiederauferstehen“ ließ.

## Werke

### Romane
- Warlock (1958)
- The Bad Lands (1978)
- Apaches (1986)
- Murder City (1949)
- So Many Doors (1950)
- Corpus of Joe Bailey (1953)
- Mardios Beach (1955)
- The Pleasure Garden (1966)
- The Downhill Racers (1963)
- A Game for Eagles (1970)
- The Adelita (1975)
- Lullaby (1982)
- The Children of the Sun (1983)
- The Coming of the Kid (1985)
- Separations (1997)
- Ambrose Bierce and the Queen of Spades (1998)
- Ambrose Bierce and the Death of Kings (2001)
- Ambrose Bierce and the One-Eyed Jacks (2003)
- Ambrose Bierce and the Trey of Pearls (2004)
- Ambrose Bierce and the Ace of Shoots (2005)
- Love and War in California (2007)